# Commelina minor
Commelina minor är en himmelsblomsväxtart som beskrevs av Yong No Lee och Y.C.Oh. Commelina minor ingår i släktet himmelsblommor, och familjen himmelsblomsväxter. Inga underarter finns listade.